# Diurodrilus
Genre
Diurodrilus est un genre d'annélides de la méiofaune de la famille des Diurodrilidae. Les membres de ce genre possèdent plusieurs cils sensoriels ou sensoria, des cellules ciliées ventrales appelées ciliophores organisées en plusieurs zones distinctes et quatre orteils portant des glandes adhésives. Longtemps considérés comme des annélides, leur appartenance a été remise en cause récemment. 

## Description
Les individus ne dépassent pas 450 µm et sont légèrement aplatis dorso-ventralement. Au départ considérés comme des Dinophilidae (une autre famille d'annélides méiofauniques) progénétiques, ils en ont été séparés pour être élevé au rang de famille, les Diurodrilidae, par manque de caractères permettant de les rapprocher des Dinophilidae. En effet, les Diurodrilus n'ont ni soies, ni appendices céphaliques, ni appareil nucal, ni segmentation nette. À l'inverse, une relation de groupe frère avec les Micrognathozoa a été proposée .
Les Diurodrilus étant des animaux méiofauniques, ils possèdent des caractères largement retrouvés chez les animaux ayant cette écologie comme des orteils possédant des glandes adhésives, une ciliature ventrale, une petite taille et des soies sensorielles. On les retrouve de médiolittoral au sublittoral, leur répartition semblant spécifique à l'espèce et la morphologie et le nombre des orteils semblant dépendre aussi de la zone où on les trouve 

## Liste d'espèces
Selon World Register of Marine Species (13 janvier 2023) :
- Diurodrilus ankeli Ax, 1967
- Diurodrilus benazzii Gerlach, 1952
- Diurodrilus dohrni Gerlach, 1953
- Diurodrilus kunii Kajihara, Ikoma, Yamasaki & Hiruta, 2019
- Diurodrilus minimus Remane, 1925
- Diurodrilus subterraneus Remane, 1934
- Diurodrilus westheidei Kristensen & Niilonen, 1982